# Retaule Sant Miquel Arcàngel (Rua)
El Retaule dedicat a Sant Miquel Arcàngel es una obra pintada al tremp sobre fusta. El seu autor és Joan de Rua, conegut amb el sobrenom del "Mestre de Cervera".
L'obra està datada entre l'any 1483 i 148. Procedeix de l'església de Sant Miquel de Verdú (Urgell).
El Retaule es troba actualment exposat en el Museu Episcopal de Vic.
En la taula central del retaule tenim representat a Sant Miquel Arcàngel matant al dimoni. Sant Miquel es troba vestit amb una armadura i sota el seus peus es troba al dimoni.
- La taula superior hi ha representant el Calvari.
- A la dreta, tenim una imatge de Sant Miquel pesant les ànimes o psicostàsia
- Processó al mont Gargano
- Oració al mont Gargano
- Font del Santuari del mont Gargano.
- Miracle del mont Gargano
- Aparició de Sant Miquel al bisbe de Manfredònia.

En la pradel·la tenim cinc taules, d'esquerra a dreta.
- Sant Jordi,
- Santa Bàrbara.
- Crist de la Pietat.
- Santa Llúcia
- Sant Cosme i Sant Damià..